# 林徹 (俳人)
林 徹（はやし てつ、1926年3月4日 - 2008年3月20日）は、石川県出身の俳人、医師。本名哲夫。

## 生涯
山東省青島に生まれ、石川県金沢市にて育つ。金沢医科大学附属医学専門部を卒業ののち耳鼻科医。金沢、浜松、広島の病院で勤めた。
医局員時代の1950年、「風」に入会し沢木欣一に師事。1985年、「雉」を創刊、主宰。2000年、『飛花』により第40回俳人協会賞を受賞。代表句に「炎天や生き物に眼が二つづつ」「ちかぢかと馬の顔ある暮の秋」などがあり、即物具象を信条とした。句集に『架橋』『直路』『群青』『飛花』がある。
2008年3月20日、大腸癌により死去。82歳。